# Собака и волк
«Соба́ка и волк» (Волк, собака и кошка; Медведь, собака и кошка; укр. Собака и вовк, Сірко, Старий собака, Про вовка; бел. Сабака і воўк, Сабака і мядзведзь) — сюжет русских, украинских и белорусских народных сказок. Относится к так называемым сказкам о животных. Русских вариантов — 3, украинских — 22, белорусских — 7. Сюжет встречается также в сказках некоторых народов Российского Востока, например, башкир.

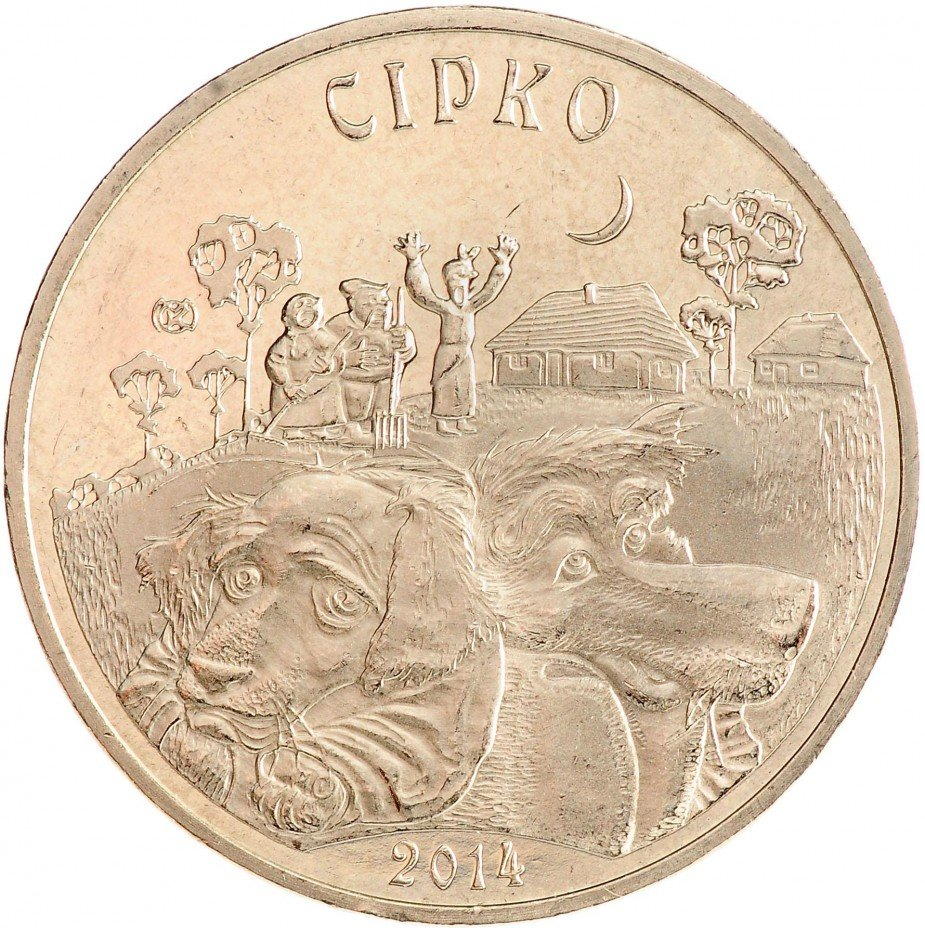
Украинская сказка «Серко» (Сірко). Казахстанский тенге, 2014

В указателе сказочных сюжетов указана под номером 101 «Собака и волк (медведь)»: волк по уговору с собакой похищает ребёнка (овцу) и даёт собаке отнять его; за это старая собака получает пропитание от хозяина.
Леонард Колмачевский считал, что все варианты, развивающие этот эпизод, восходят к басне Эзопа «Собака и волк». Существует вариант литературной сказки Льва Толстого, который является вольным переводом басни Эзопа «Собака и волк».
В 1982 году по мотивам украинской народной сказки «Серко» (укр. Сірко) был снят советский мультфильм «Жил-был пёс».